# Reginald Manningham-Buller, 1:e viscount Dilhorne
Reginald Edward Manningham-Buller, 1:e viscount Dilhorne, född 1 augusti 1905, död 7 september 1980, känd som Sir Reginald Manningham-Buller, Bt, från 1954 till 1962 och som Lord Dilhorne från 1962 till 1964, var en engelsk jurist och konservativ politiker. Han var lordkansler från 1962 till 1964.

## Bakgrund och utbildning
Manningham-Buller föddes i Amersham, Buckinghamshire och var den ende sonen till Sir Mervyn Manningham-Buller, 3:e baronet, sonson till Sir Edward Manningham-Buller, 1:e baronet, av Dilhorne Hall, Staffordshire, en yngre medlem av familjen Yarde-Buller som leddes av Baron Churston. Hans mor var Lilah Constance, Lady Manningham-Buller, dotter till Charles Cavendish, 3:e baron Chesham och barnbarn till Hugh Grosvenor, 1:e hertig av Westminster.
Hans farbrors säte Dilhorne Hall hade övergått till en arvtagerska som inte var berättigad till baronetskapet, och Manningham-Buller växte upp i Northamptonshire. (Även om det nu uttalas "Dill-horn" av lokalbefolkningen, föredrog han det äldre uttalet av "Dill-urn".) Han utbildades vid Eton College, där han såg till att en studiekamrat relegerades för att ha gjort närmanden till en annan pojke. Han studerade sedan vid Magdalen College, Oxford, där han tog en examen i juridik, innan han blev medlem av advokatsamfundet Inner Temple 1927.

## Politisk karriär
Manningham-Buller blev invald i underhuset genom ett fyllnadsval 1943 som parlamentsledamot för Daventry. Han var en kort tid parlamentssekreterare vid arbetsministeriet i Winston Churchills expeditionsministär innan den förlorade makten i valet 1945 och blev King's Counsel 1947. År 1950 blev hans valkrets Northamptonshire South.

### Jurist i kronans tjänst
När Churchill återtog makten 1951 adlades Manningham-Buller och blev Solicitor-General. År 1954 svors han in i Kronrådet och blev Attorney General för England och Wales. År 1956 efterträdde han sin far som fjärde baronet.

#### Åtalet mot John Bodkin Adams
År 1957 åtalade Manningham-Buller den misstänkte seriemördaren Dr John Bodkin Adams för mordet på två äldre änkor i Eastbourne: Edith Alice Morrell och Gertrude Hullett. Adams frikändes i Morrell-anklagelsen, men Manningham-Buller inledde kontroversiellt en Åtalsunderlåtelse mot Hullett. Inte nog med att det till synes inte fanns någon anledning att gå in i den (Adams led inte av dålig hälsa), utan Hullett-åtalet ansågs av många vara det starkare av de två fallen. Domaren Patrick Devlin kallade i sin bok efter rättegången Manningham-Bullers handling för "ett missbruk av processen". Devlin Devlin kritiserade också Manningham-Buller för hans okarakteristiska svaghet i ett avgörande ögonblick i Morrell-fallet: bevis (några sjuksköterskors anteckningsböcker) som hade försvunnit från riksåklagarens arkiv dök upp i händerna på försvaret under den andra rättegångsdagen. Manningham-Buller hävdade att han inte hade sett dem förut men underlät att hindra deras erkännande som bevis, eller be om tid för att bekanta sig med deras innehåll. De användes senare av försvaret för att ifrågasätta riktigheten i vittnesmålen från olika sjuksköterskor som hade arbetat med Adams och som hade ifrågasatt hans metoder och avsikter. Detta skadade åklagarsidan enormt och förstörde fallet på ett ödesdigert sätt. Manningham-Bullers hantering av fallet provocerade senare fram frågor i underhuset.
Kriminalkommissarie Herbert Hannam från Scotland Yard, chefsutredaren, misstänkte politisk inblandning på grund av Manningham-Bullers medlemskap i en regering, som inte hade något intresse av att se en läkare hängas. Den 8 november 1956 hade Manningham-Buller själv överlämnat en kopia av Hannams 187-sidiga rapport till ordföranden för British Medical Association (BMA), i praktiken läkarnas fackförening i Storbritannien. Detta dokument – åklagarens mest värdefulla dokument – låg i försvarets händer, en situation som ledde till att inrikesminister Gwilym Lloyd-George tillrättavisade Manningham-Buller och förklarade att sådana dokument inte ens fick visas för "parlamentet eller för enskilda ledamöter". "Jag kan bara hoppas att det inte kommer att leda till någon skada" eftersom "avslöjandet av detta dokument sannolikt kommer att orsaka mig stor förlägenhet". Därefter, den 28 november 1956, ställde Labours parlamentsledamöter Stephen Swingler och Hugh Delargy två frågor som skulle besvaras i underhuset den 3 december angående Manningham-Bullers kontakter med General Medical Council (GMC) och BMA angående Adams-fallet under de senaste sex månaderna. Manningham-Buller var frånvarande den aktuella dagen, men gav ett skriftligt svar där han uppgav att han inte hade "haft någon kommunikation med General Medical Council under de senaste sex månaderna". Han undvek att hänvisa direkt till BMA (trots att den nämndes vid namn i frågorna) och undvek därför att ljuga, även om det kunde hävdas, men han vilseledde ändå medvetet parlamentet. Manningham-Buller gick sedan vidare med att inleda en undersökning om hur hans kontakt med BMA hade blivit känd av parlamentsledamöterna. Man misstänkte att det fanns en läcka från Scotland Yard och Hannam fick en reprimand.
Charles Hewett, Hannams assistent i utredningen, har beskrivit hur de båda poliserna var förbluffade över Manningham-Bullers beslut att åtala John Bodkin Adams för mordet på Mrs Morrell, vars kropp hade kremerats. Han menade att det fanns andra fall mot läkaren, där spår av narkotika hade hittats i uppgrävda kvarlevor, som var mer trovärdiga. Han ansåg också att ett åtal för dråp skulle ha varit mer lämpligt med hänsyn till omständigheterna. Han ifrågasatte beslutet att inte gå vidare efter Adams frikännande och han trodde att en beräknande mördare undgick rättvisan på grund av detta. Rättsläkaren Francis Camps misstänkte Adams för att ha dödat 163 patienter.

#### Åtal motLady Chatterleys älskare
Romanen Lady Chatterleys älskare förbjöds 1928 men gavs ut på nytt 1960 av Penguin Books. Beslutet togs att åtala Penguin enligt den nya lagen om obscena publikationer. Bernard Levin kritiserade beslutet på följande sätt: "Det kommer säkert att bli svårt för åklagarsidan att hitta någon som tas på allvar av den litterära eller akademiska världen och som svär på att publiceringen av Lady Chatterleys älskare inte ligger i allmänhetens intresse som en litterär händelse och att dess tendens skulle vara att fördärva och korrumpera dem som kan tänkas läsa den." När Manningham-Buller såg detta i The Spectator, telegraferade han till åklagaren Sir Jocelyn Simon med orden: "föreslå att man allvarligt överväger att titta på 19th Reggie". Han skickade sedan ett brev där det stod: "Jag anser att det är ett klart domstolstrots och den enda frågan är om vi ska inleda ett förfarande? Min känsla är att vi borde göra det." Manningham-Buller föreslog att man skulle åtala "ägarna till The Spectator, redaktören och Bernard Levin" när själva Chatterley-rättegången var över. Sir Jocelyn övertalade honom att tänka om.

## Lordkansler

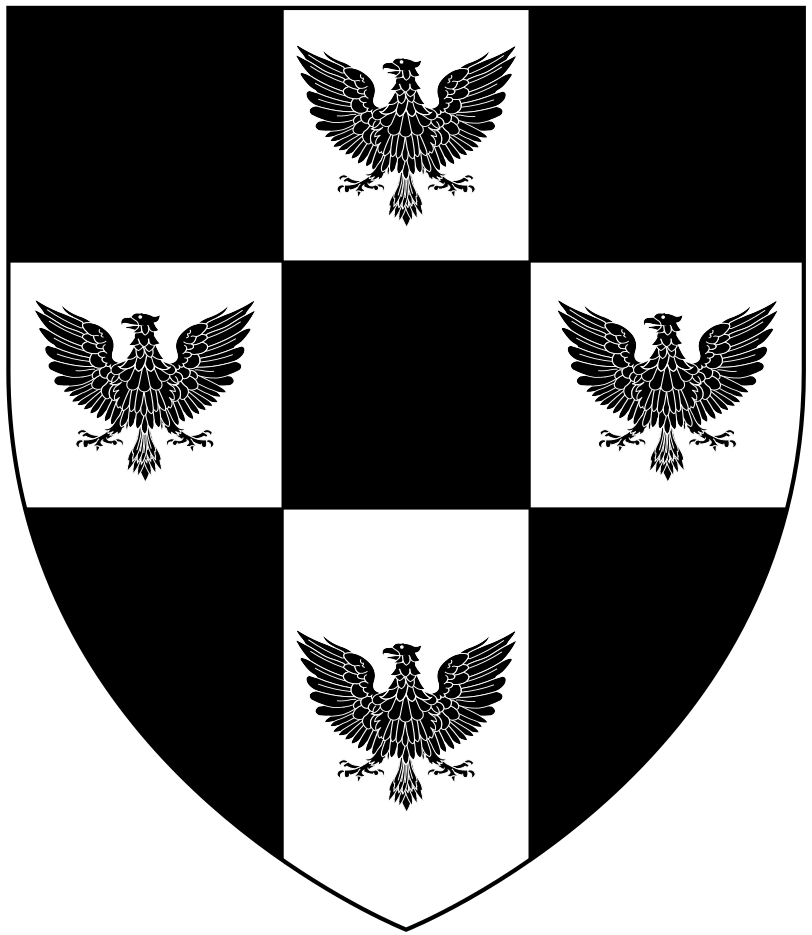
Heraldiskt vapen för Reginald Manningham-Buller, 1:e viscount Dilhorne, PC

Han fortsatte som justitieminister under Sir Anthony Eden och Harold Macmillan fram till juli 1962, då han ganska abrupt utnämndes till lordkansler och skickades till överhuset för att ersätta lord Kilmuir. Den 17 juli 1962 upphöjdes han till pärsvärdighet som Baron Dilhorne av Towcester i grevskapet Northampton. Efter Macmillans avgång stannade han kvar i Sir Alec Douglas-Homes kabinett, och när de konservativa förlorade valet 1964 blev han Viscount Dilhorne av Greens Norton i Northampton den 7 december, och blev vice ledare för de konservativa i överhuset. År 1969 utnämndes han till Lord of Appeal in Ordinary och fortsatte i denna befattning fram till sin död.
Manningham-Buller skrev den första rapporten om Profumoaffären – en intern rapport för Macmillans regering (bekräftad av hans dotter, baronessan Manningham-Buller, när hon medverkade i radioprogrammet Desert Island Discs). När Lord Denning utsågs att undersöka och rapportera om affären, överlämnade Dilhorne sin rapport till Denning. Chapman Pincher citerar i sin bok Inside Story som publicerades 1978 Manningham-Buller som skämtsamt säger att han kunde ha stämt Tom Denning för brott mot upphovsrätten eftersom betydande delar av Manningham-Bullers rapport förekom i Dennings rapport i stort sett oförändrade. Denning tog med mycket i sin rapport som inte fanns i Manningham-Bullers rapport.

### Nyckeldomar
Lord Dilhorne, som hölls i målet Newbury District Council mot Secretary of State for the Environment; Newbury District Council mot International Synthetic Rubber Co. Ltd. [1981] AC 578: "De villkor som ställs måste vara för ett planeringsändamål och ha en baktanke... Och de måste på ett rättvist och rimligt sätt relatera till den utveckling som är tillåten. De får inte heller vara så orimliga att ingen förnuftig planeringsmyndighet skulle ha kunnat införa dem. I det målet införde han även begreppet "planeringsenhet", som upphör att gälla för tidigare tillåten användning av mark som i praktiken har blivit en ny planeringsenhet. Detta har klarat provet i nyare rättspraxis och ett DCLG-cirkulär (då DoE) bygger till stor del på dess principer".

## Mobbningsbeteende
I slutet av 1950-talet gav journalisten Bernard Levin Manningham-Buller smeknamnet "Bullying-Manner". När Manningham-Buller upphöjdes till lord Dilhorne döpte Levin om honom till lord Stillborn (Dödfödd). Lord Devlin, domare i Adams-fallet, beskrev Bullers teknik på följande sätt:
"Han kunde vara rent ut sagt oförskämd, men han skrek eller skrällde inte. Ändå var hans obehag så genomgripande, hans envishet så oändlig, de hinder han avvärjde så långt kastade, hans mål till synes så obetydliga, att du förr eller senare skulle frestas att fråga dig själv om spelet var värt mödan: om du frågade dig själv det, var du slut."
Manningham-Buller var en av inspirationskällorna till karaktären Kenneth Widmerpool i Anthony Powells A Dance to the Music of Time.

## Äktenskap och barn
Manningham-Buller gifte sig 1930 med Lady Mary Lilian Lindsay (1910–2004), dotter till David Lindsay, 27:e earl av Crawford. De fick en son och tre döttrar:
- John Mervyn Manningham-Buller, 2:e viscount Dilhorne (28 februari 1932 – 25 juni 2022)
- Hon Marion Cynthia Manningham-Buller, född 26 november 1934, död 10 augusti 2013, gifte sig med Edmund Crispin Stephen James George Brudenell.[19]
- Elizabeth Lydia Manningham-Buller (född 14 juli 1948), brittisk politiker
- Anne Constance Manningham-Buller, född 13 augusti 1951, gift med Sir John Christopher Parsons, KCVO.

Manningham-Buller avled 1980, 75 år gammal, och begravdes i Deene, Northamptonshire. Han efterträddes som viscount av sin ende son John. Hans andra dotter var generaldirektör för MI5 från 2002 till 2007 och 2008 tilldelades hon en Life peer och blev Rt Hon The Baroness Manningham-Buller, DCB. Hans barnbarn är modellen och mediepersonligheten Lilah Parsons.
I parlamentet motsatte sig Dilhorne lagstiftningen för att legalisera homosexuella handlingar mellan samtyckande män.